# Yegen Osman Paixà
Yegen Osman Paixà fou un cap dels levends, visir, serasker (comandant en cap) dels otomans a Hongria. Fou també Sandjakbegi beglerbeg. Servia a Hongria quan va abandonar el camp de batalla i es va dedicar al bandidatge a Anatòlia, però després es va dedicar a perseguir bandits. A la mort de Halil Paixà (abril de 1687) al qual servia, fou nomenat sandjakbegi d'Afyun Kara Hisar. Després fou nomenat cap de tots els lewends. Després de la derrota otomana a la batalla de Mohács (1687) no es va unir a l'exèrcit rebel que va marxar contra la capital, però es va mantenir prop del cap militar Köprülü Damadı Abaza Siyavuş Paşa que va posar al tron a Solimà II i va nomenar Yegen Osman com a beglerbegi de Rumèlia. Mort el gran visir Abaza Siyavuş Pasha a mans dels propis rebels (23 de febrer de 1688) i el nou gran visir Nixandji Ismail Paixà no el va confirmar i el va enviar com a beglerbegi a Alep i el va designar sardar. Va fer nomenar sandjakbegis i beglerbegis a diversos parents i fidels i va aspirar a ser gran visir, el que li va costar el càrrec de sardar amb l'excusa que fou nomenat beglerbegi de Bòsnia, però de fet es va començar a perseguir-lo, però el nou gran visir Tekirdağlı Bekri Mustafa Paşa (nomenat des del 30 de maig de 1688) el va confirmar al càrrec a Bòsnia davant un imminent atac imperial a Belgrad. Yegen Osman però va abandonar Belgrad i es va retirar a Nish i després a Sofia suposadament per passar l'hivern. Es van dictar llavors ordes en la seva contra i alguns dels seus el van començar a abandonar fins que va fugir a l'oest però fou atrapat i mort a Ipek (març o abril de 1689).